# NGC 7730
NGC 7730 је спирална галаксија у сазвежђу Водолија која се налази на NGC листи објеката дубоког неба.
Деклинација објекта је - 20° 30' 32" а ректасцензија 23h 40m 45,8s. Привидна величина (магнитуда) објекта NGC 7730 износи 13,9 а фотографска магнитуда 14,8. NGC 7730 је још познат и под ознакама ESO 606-2, MCG -4-55-22, IRAS 23381-2047, PGC 72094.